# イーストグリニッジ (ロードアイランド州)
イーストグリニッジ（英: East Greenwich）は、アメリカ合衆国ロードアイランド州の町。ケント郡の郡庁所在地である。人口は1万4312人（2020年）。家族当たり収入の中央値では州内第1位である（世帯当たり、および一人当たりでは第2位。w:Rhode Island locations by per capita incomeを参照）。
1677年にグリニッジの町として設立され、イングランドのグリニッジから名前が採られた。1686年にデッドフォードと改名されたが、1689年にはグリニッジに戻された。1741年町の中で田園部的色彩の強かった西側4分の3がウェストグリニッジとして分離し、残り4分の1がイーストグリニッジと呼ばれるようになった。1854年までロードアイランド州に5つあった州都の1つだった。州議会がイーストグリニッジで開催されるときには、ケント郡庁舎を使っており、その建物が現在は町役場になっている。町域北東部にイーストグリニッジ・ビレッジがあり、北にあるウォリック市の中に1.5 km 伸びていた。現在の町はウォーターフロントと中心街の事業地区で知られている。

## 歴史
イーストグリニッジとなった町は、1677年にロードアイランド議会が、コネチカットとナラガンセット領主の権利主張に対して土地の権利を確保するために設立した。議会は新しい町に5,000エーカー (20 km²) の土地を当て、そこに住むことに同意した開拓者に区画を割り当てた。土地の者達が直ぐにこの提案に飛びつき、迅速に町を設立したことで、コネチカットがその境界を東に押し出そうとしていた計画を止めることになった。この結果、イーストグリニッジはロードアイランドで唯一商業的利益ではなく、議会の法によって設立された町となった。1687年、ナラガンセット領主達がウィックフォードの北の土地に入植を試みたが、これはイーストグリニッジの町域と重複していた。しかし、この紛争を調停する権限を持っていたマサチューセッツ総督のエドマンド・アンドロスが、既存のイーストグリニッジ有利の裁定を下した。
18世紀、政府は以前ウォーターフロントに小さな区画で保留していた土地を開放した。1711年から、地元政府はこれらの区画を、1区画に1シリングを支払い、最低限の商業建築物を建てると約束した者全てに払い下げた。1725年までに、地域社会が発展し、学校や墓地ができた。しかし、町民は町の領域が大きすぎてタウンミーティングに出席するのが大変だと苦情を言うようになり、それが1741年にウェストグリニッジを分離することに繋がった。1750年、プロビデンス郡から分離してケント郡が新しく作られるとイーストグリニッジがシャイアータウン（郡庁所在地）に選定され、郡庁舎が建設された。
植民地時代の町にはジェマイマ・ウィルキンソンの追随者が居た。ウィルキンソンはクエーカー教徒であり、後にニューライト・バプテストに改宗していた。ウィルミントンが重病を患った後で、自分が死んで、その遺体は「大衆の普遍的友人」と呼んだ実態に所有されていると考えた。その追随者たちが町の中に集会所を建てる資金を出した。

## 地理
イーストグリニッジの土地の20%は未開発の森林と農地だが、その比率を下げるような開発が継続している。

## 教育
イーストグリニッジ町内の教育学区には6つの公立学校がある。その小学校のためには2つの地域割りがある。サウスカウンティ・トレイルより東にある1つの地域の児童は、幼稚園から2年生までメドウブルック農園小学校に通い、3年生から5年生はジョージ・R・ハナフォード学校に進学する。サウスカウンティ・トレイルより西に住む児童は幼稚園から2年生までフレンチタウン小学校に通い、3年生から5年生はジェイムズ・H・エルドリッジ学校に進学する。公立教育学区の生徒は6年生から8年生で全てアーチー・R・コール中学校に進学する。その先の9年生から12年生はイーストグリニッジ高校である。
町内の私立学校はロッキーヒル学校であり、就学前から12年生まで教える権威ある学校である。
またアワーレディ・オブ・マーシー地域学校も私立学校であり、カトリック系、幼稚園前から8年生を教えている。以前は著名な準備学校であるイーストグリニッジ・アカデミーもあったが、1943年に閉校となった。

## ウォーターフロント
イーストグリニッジのウォーターフロントには多くのレストラン、バー、クラブがある。イーストグリニッジ・コーブにも多くのボート置き場がある。釣りや食事に適した民間の船着き場もあり、小さな海浜のある船着き場もある。海岸の対岸はゴダード記念州立公園であり、サンディポイントなど多くの海浜があり、イーストグリニッジ・コーブから容易に行くことができる。
スカロップタウン公園は、グリニッジ・コーブの南端、昔の埋め立て地の上に造られた。しかしそこは昔のウォーターフロントの別名だった歴史あるスカロップタウンの一部ではない。19世紀終盤から20世紀初期には、貧しい不法占拠者の社会であり、イーストグリニッジの他の部分から切り離された町になった。イーストグリニッジ町内にある他のビレッジとは対照的に、スカロップタウンには主に貧乏な白人とアフリカ系アメリカ人が住んでいる。元々のスカロップタウンは町の船着き場からフィンズマリーナのクラブまでである。

## 人口動態
以下は2000年の国勢調査による人口統計データである。
| 基礎データ - 人口: 12,948 人 - 世帯数: 4,960 世帯 - 家族数: 3,541 家族 - 人口密度: 301.5人/km2（781.0 人/mi2） - 住居数: 5,226 軒 - 住居密度: 121.7軒/km2（315.2 軒/mi2） 人種別人口構成 - 白人: 96.64% - アフリカン・アメリカン: 0.69% - ネイティブ・アメリカン: 0.06% - アジア人: 2.50% - 太平洋諸島系: 0.01% - その他の人種: 0.29% - 混血: 0.82% - ヒスパニック・ラテン系: 0.90% | 年齢別人口構成 - 18歳未満: 27.5% - 18-24歳: 4.6% - 25-44歳: 26.6% - 45-64歳: 27.7% - 65歳以上: 13.6% - 年齢の中央値: 40歳 - 性比（女性100人あたり男性の人口） - 総人口: 93.8 - 18歳以上: 89.5 世帯と家族（対世帯数） - 18歳未満の子供がいる: 36.2% - 結婚・同居している夫婦: 61.5% - 未婚・離婚・死別女性が世帯主: 7.9% - 非家族世帯: 28.6% - 単身世帯: 24.2% - 65歳以上の老人1人暮らし: 9.7% - 平均構成人数 - 世帯: 2.58人 - 家族: 3.12人 | 収入と家計（2000年データ） - 収入の中央値 - 世帯: 170,063米ドル - 家族: 190,221米ドル - 性別 - 男性: 101,578米ドル - 女性: 90,934米ドル - 人口1人あたり収入: 38,593米ドル - 貧困線以下 - 対人口: 4.7% - 対家族数: 2.5% - 18歳未満: 4.1% - 65歳以上: 7.0% |

イーストグリニッジと、隣接するウォリックのカウセットとポトワマットの地区では、日刊の「イーストグリニッジ・パッチ」、週刊の「ジ・イーストグリニッジ・ペンダラム」、同じく週刊の「ザ・ノース・イースト・インデペンデント」、さらに月刊の「イーストグリニッジ・マガジン」が発行されている。

## 国定歴史史跡

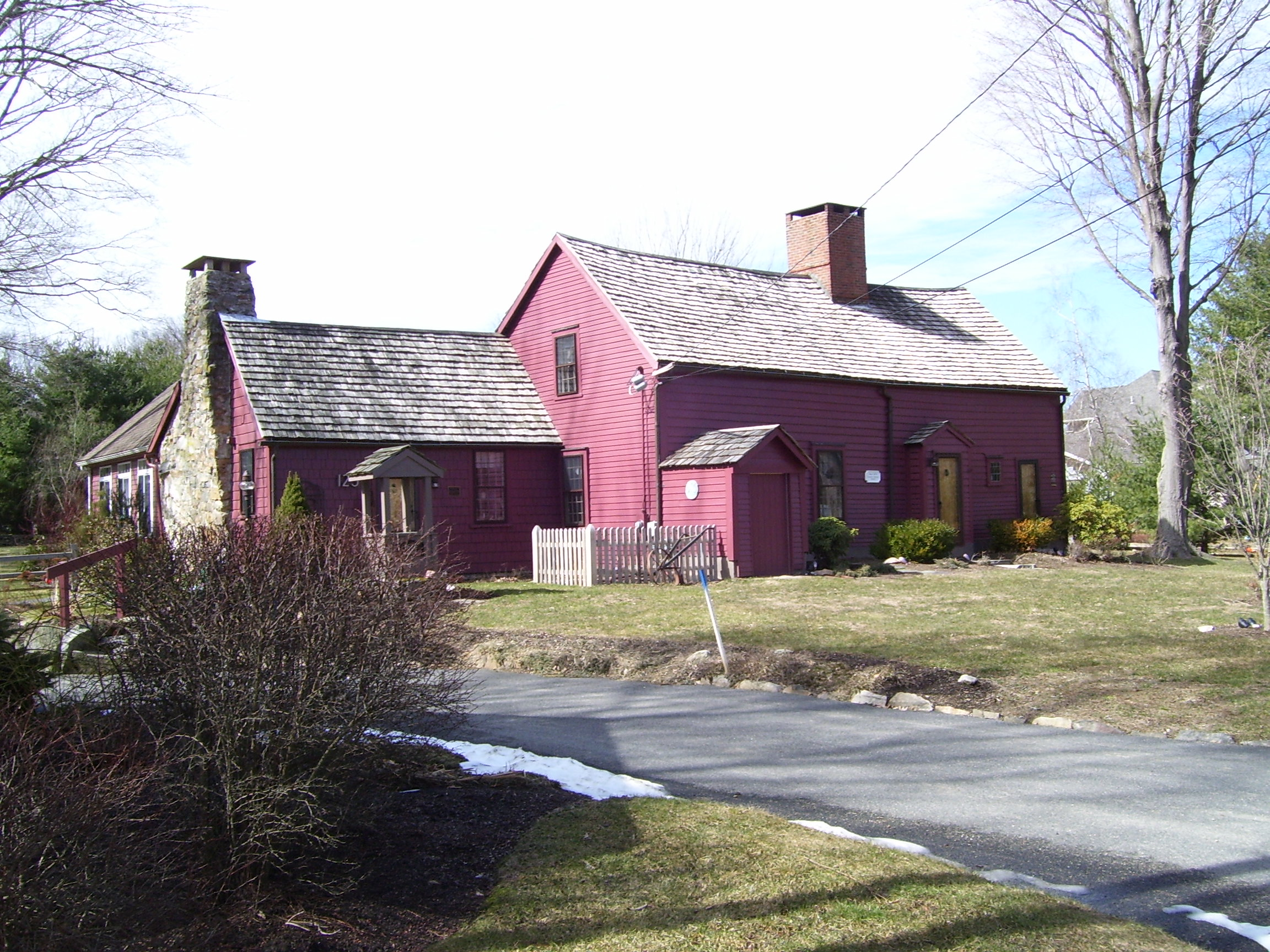
クレメント・ウィーバー邸、歴史あるストーンエンダー造り、1679年建設、州内でも最古クラスの家屋

- アーモリー・オブ・ザ・ケンティッシュ・ガーズ（民兵隊の兵器庫）
- リチャード・ブリッグス農園
- イーストグリニッジ歴史地区
- フライズ・ハムレット歴史地区
- ケント郡庁舎
- マッシー・ワイヤレス駅
- ティリングハースト工場跡地
- ティリングハースト道路歴史地区
- ジェイムズ・ミッチェル・バーナム将軍邸
- クレメント・ウィーバー＝ダニエル・ハウランド邸
- マイカ・ウィットマーシュ大佐邸
- 風車コテージ